# Mike Terpstra
Mike Terpstra (Beverwijk, 24 april 1987) is een Nederlands voormalig wielrenner die in 2015 reed voor Roompot Oranje Peloton. Hij is de jongere broer van Niki Terpstra, de winnaar van Parijs-Roubaix 2014. Nadat zijn contract bij Roompot niet werd verlengd besloot Terpstra zijn professionele wielercarrière te beëindigen, hij nam een baan aan bij Vermarc om de Nederlandse tak van het bedrijf op te richten.

## Resultaten in voornaamste wedstrijden
| Jaar | Amstel Gold Race | Luik-Bast.‑Luik | Waalse Pijl |
| ---- | ---------------- | --------------- | ----------- |
| 2015 | opgave           | 86e             | 115e        |

## Ploegen
- 2013 –  Team3M
- 2015 –  Roompot Oranje Peloton
- 2016 –  Wielerploeg Groot Amsterdam
- 2017 –  Wielerploeg Groot Amsterdam

Bernatonis · De Gans · Goovaerts · Heytens · Janssens · Pieters · Ratcliff · Rigaux · Schuermans · Segers · Stevens · Terpstra · Vangheel · Vanhaecke · Verkinderen · Vingerling · Wippert · De Vos (stagiair) · Van Zummeren (stagiair)
Asselman · Duijn · van Empel · van Ginneken · van Goethem · Groenewegen · Honig · Hoogerland · Kerkhof · M. Kreder · R. Kreder · W. Kreder · Lammertink · Looij · de Maar · Slik · Terpstra · de Vries